# Véronique Trillet-Lenoir
Véronique Trillet-Lenoir (Lione, 12 giugno 1957 – Rillieux-la-Pape, 9 agosto 2023) è stata un'oncologa e politica francese.

## Biografia

### Formazione e carriera

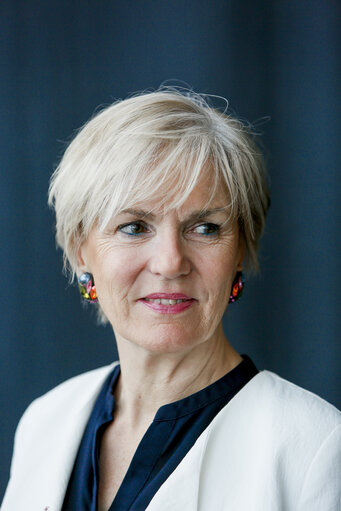
Véronique Trillet-Lenoir nel 2019

Nata Veronique Trillet a Lione il 12 giugno 1957, studiò medicina presso l'Università Claude-Bernard di Lione. Lavorò poi all'University of Texas M. D. Anderson Cancer Center di Houston. Dal 2013 al 2020 fu presidente del consiglio d'amministrazione del Cancéropôle Lyon Auvergne-Rhône-Alpes, un centro di ricerca francese dedicato al cancro.
Nel 2018 divenne professoressa presso la facoltà di medicina dell'Università Jiao Tong di Shanghai.

### Impegno politico
Alle elezioni regionali francesi del 2015 fu eletta consigliera dell'Alvernia-Rodano-Alpi con la lista socialista di Jean-Jack Queyranne. Rimase in tale carica fino al luglio 2021.
Venne eletta all'interno dell'Europarlamento alle elezioni del 2019 con il partito La République En Marche!, insediandosi ufficialmente il 2 luglio dello stesso anno. Qui entrò nella Commissione per l'ambiente, la sanità pubblica e la sicurezza alimentare.
Fu inoltre relatrice del suo gruppo parlamentare prima sulle misure contro il cancro e successivamente sull'Autorità per la preparazione e la risposta alle emergenze sanitarie.

### Morte
Véronique Trillet-Lenoir morì il 9 agosto 2023, all'età di 66 anni, dopo lunga malattia.. Era sposata con Gilbert Lenoir, di cui assunse il cognome posponenendolo quindi al proprio, e aveva due figli.